# 東京都道・神奈川県道3号世田谷町田線

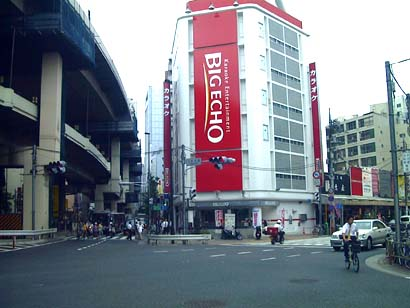
起点・三軒茶屋交差点。右が世田谷通り

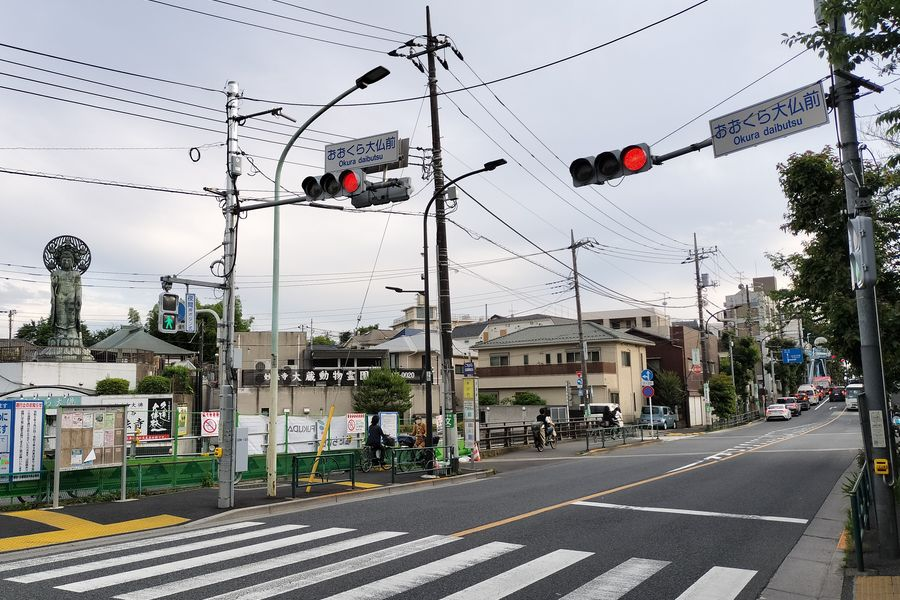
大蔵だいぶつ前（世田谷区大蔵）

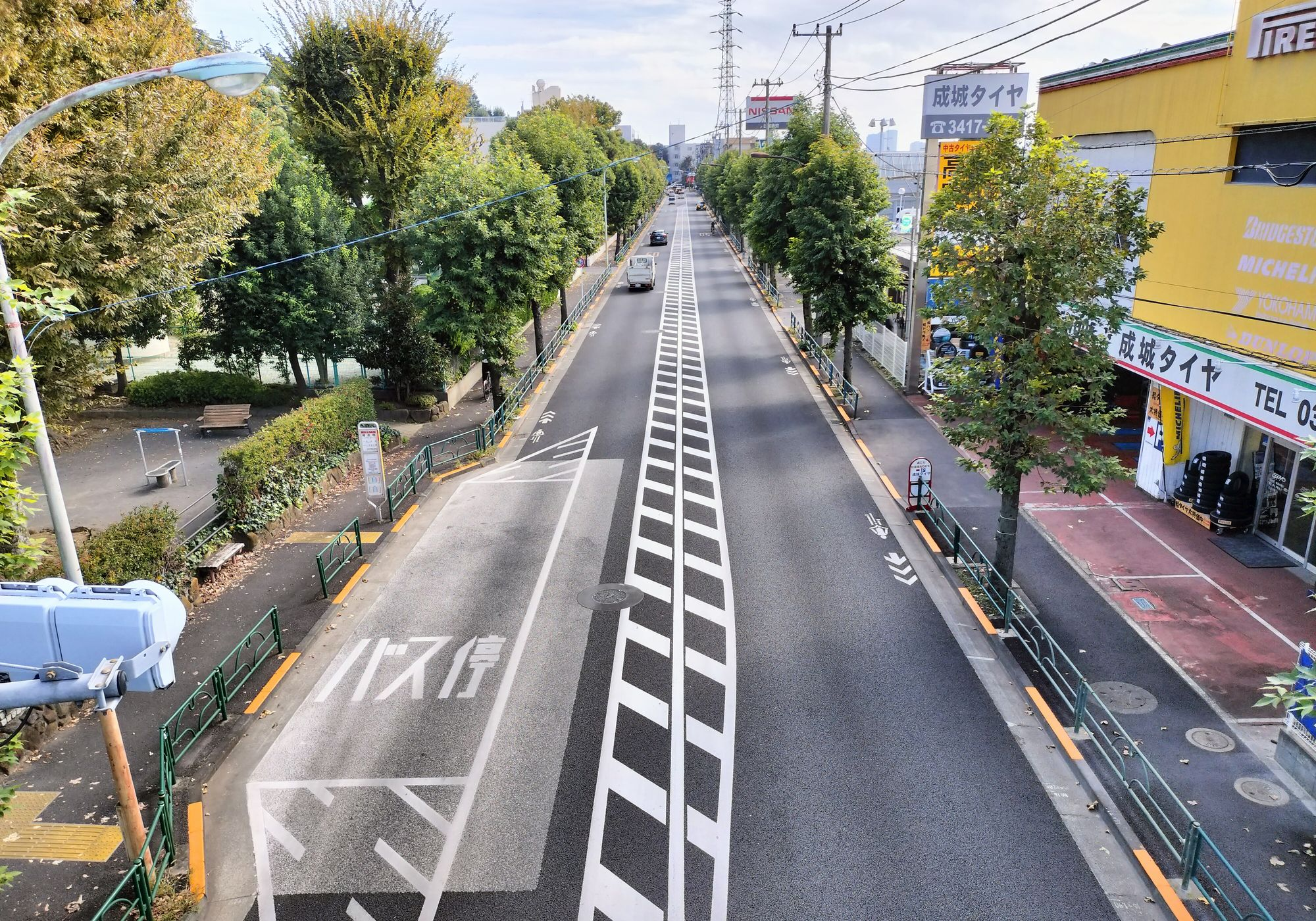
雁追橋バス停付近（世田谷区成城・喜多見）

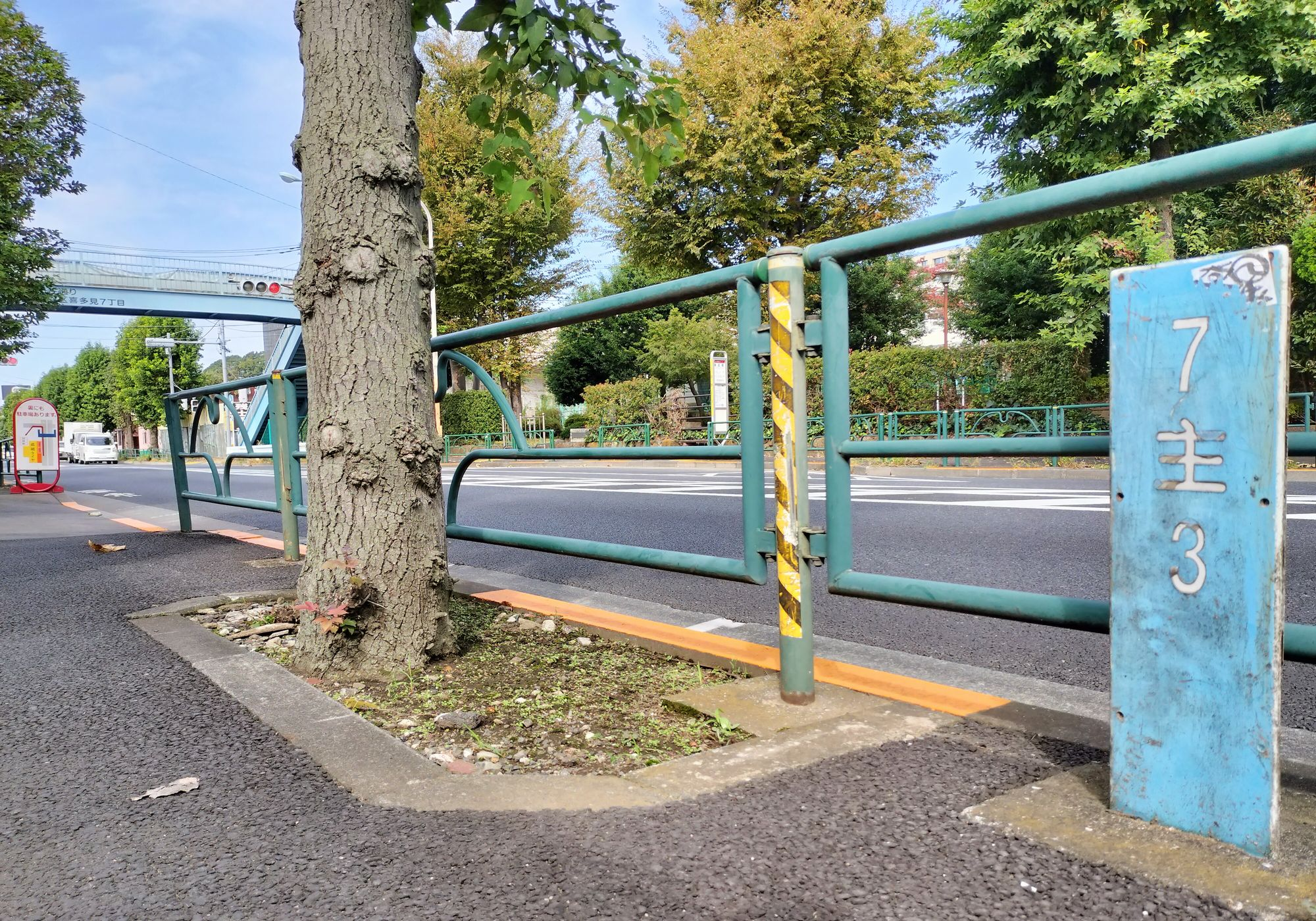
雁追橋バス停そばにある7km距離標）

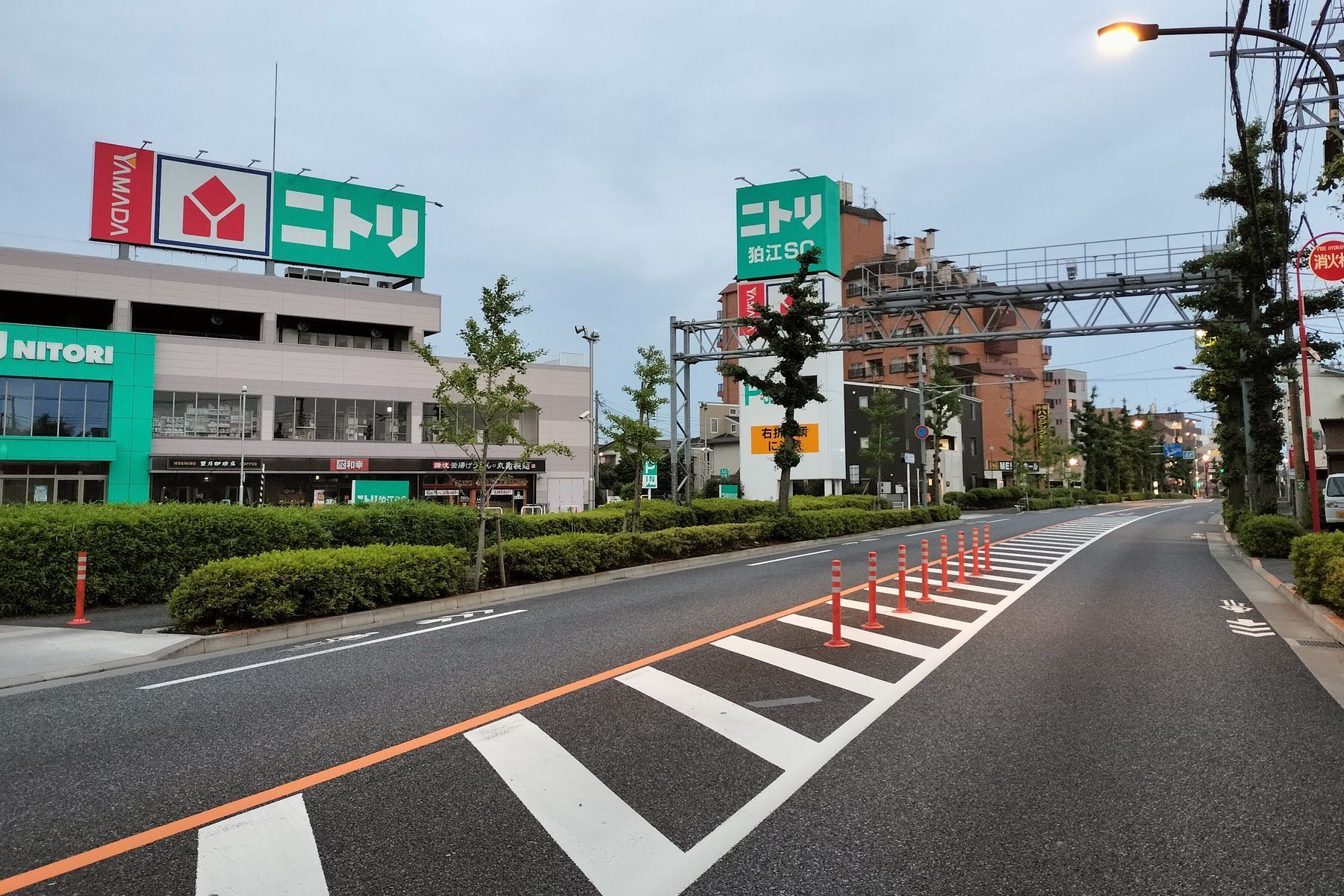
ニトリ狛江SC前（狛江市岩戸南）

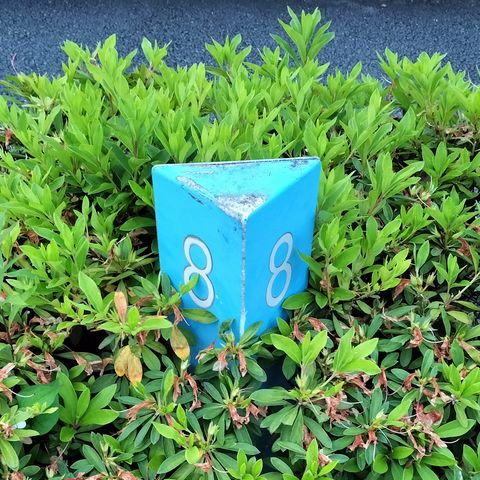
ニトリ前にある8km距離標

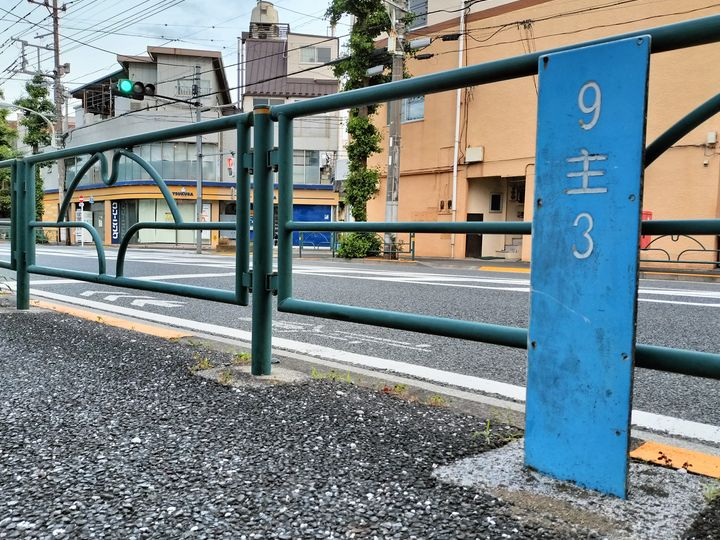
狛江駅南入口交差点の先にある9km距離標（狛江市東和泉）

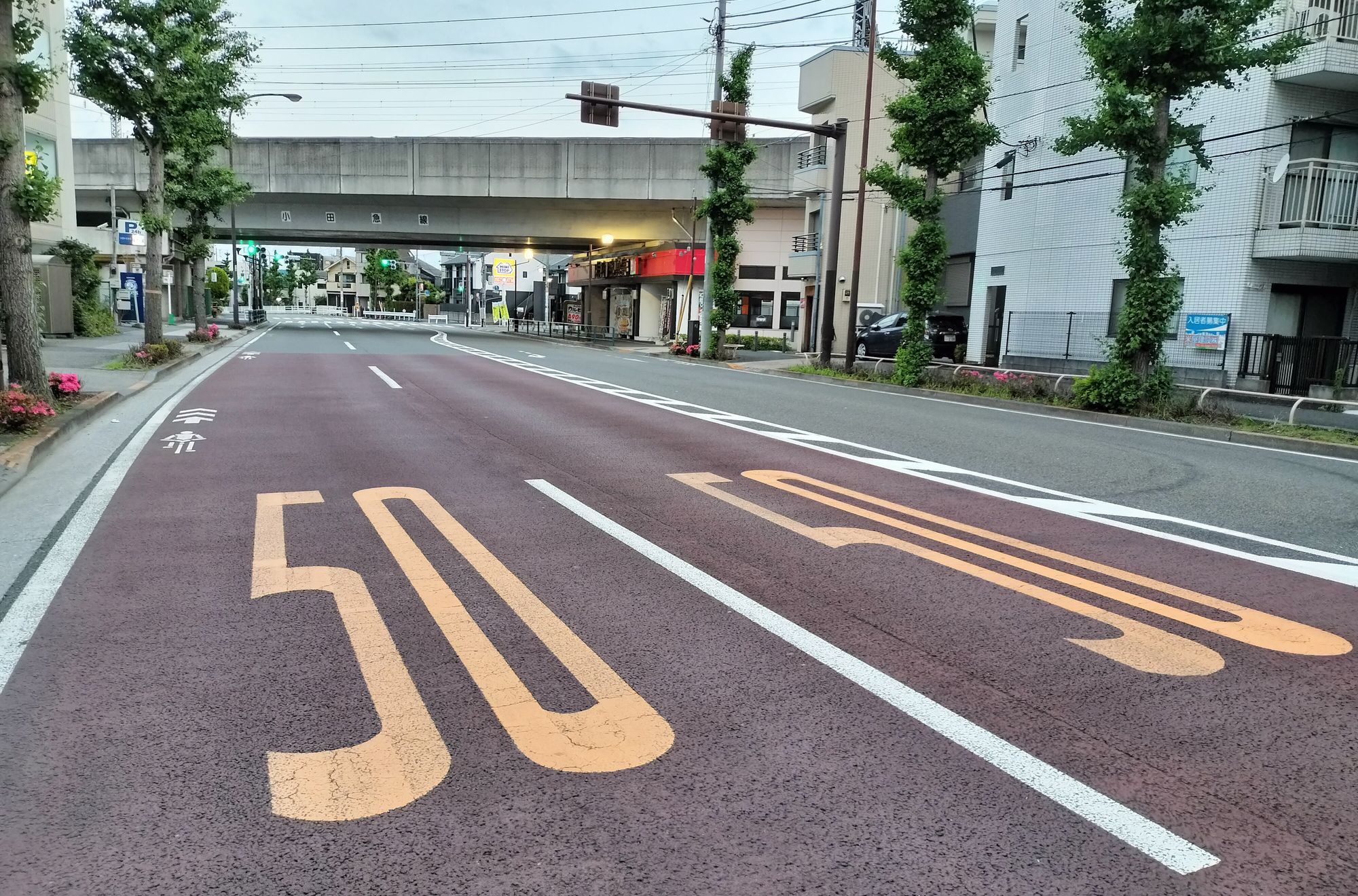
小田急線との交差部（狛江市東和泉）

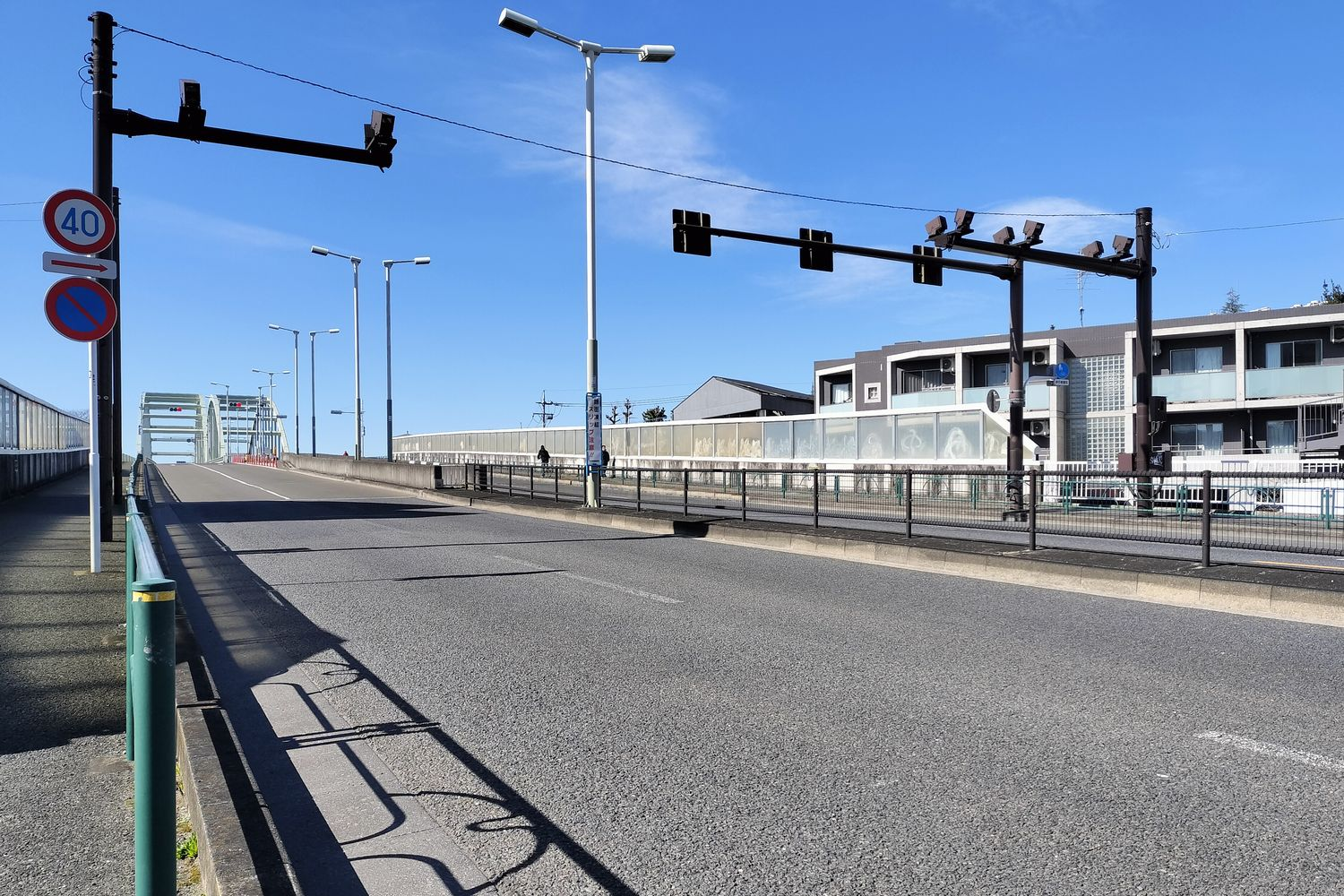
多摩水道橋の手前（狛江市東和泉）

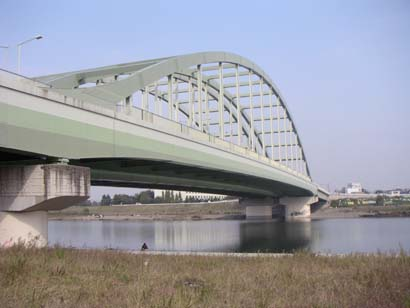
多摩川にかかる多摩水道橋。手前が神奈川県川崎市多摩区。対岸が狛江市。

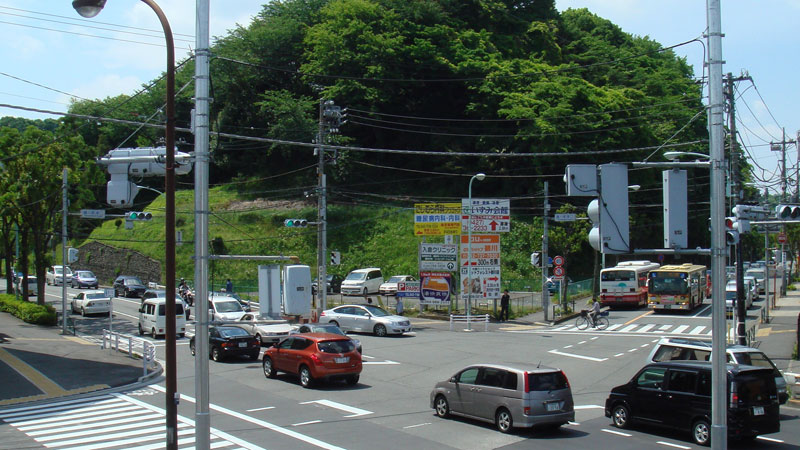
鶴川駅東口交差点。右手前から左奥へ続く。

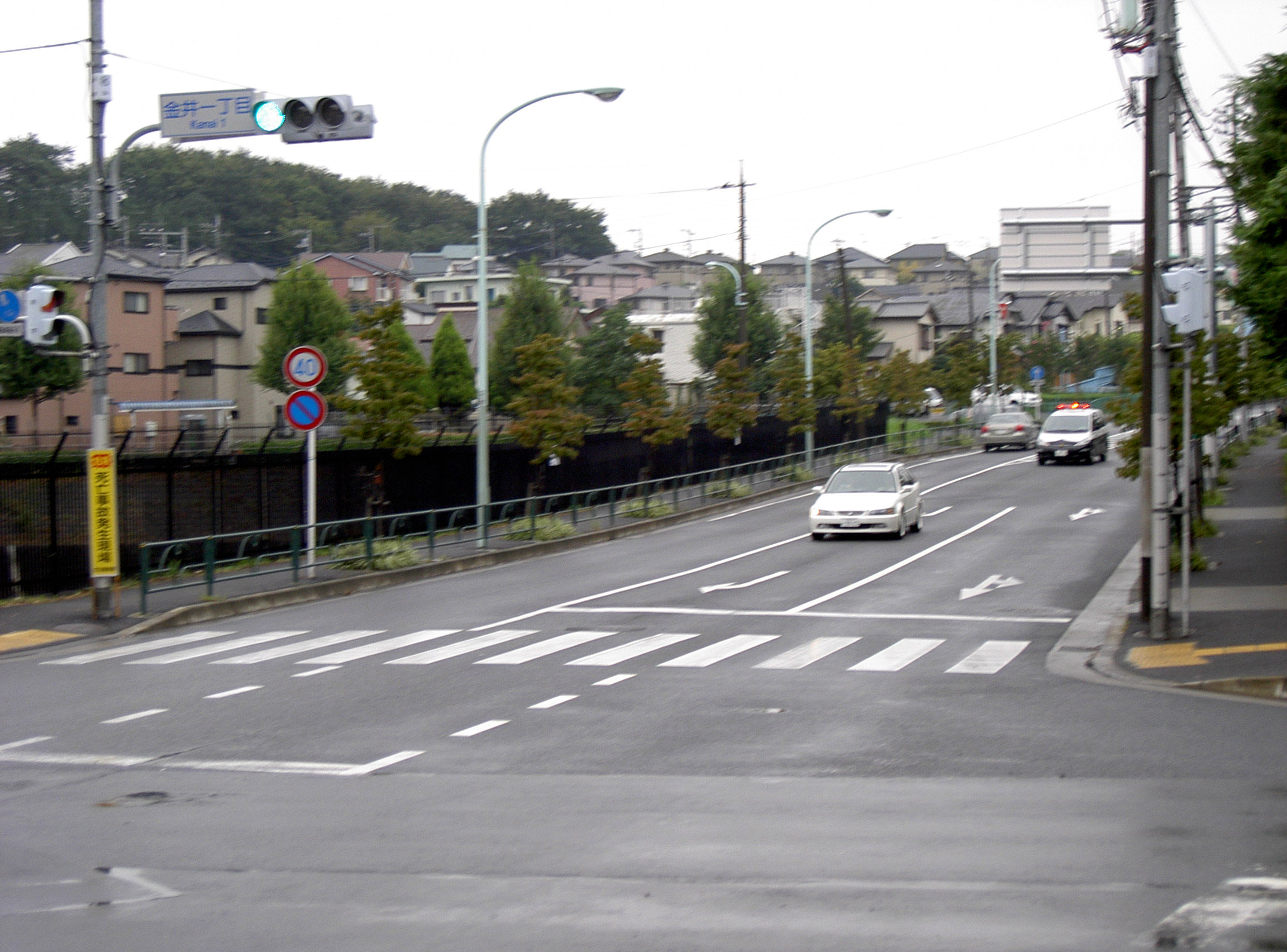
東京都町田市金井一丁目交差点。左から来た後左折して右奥へ続く。

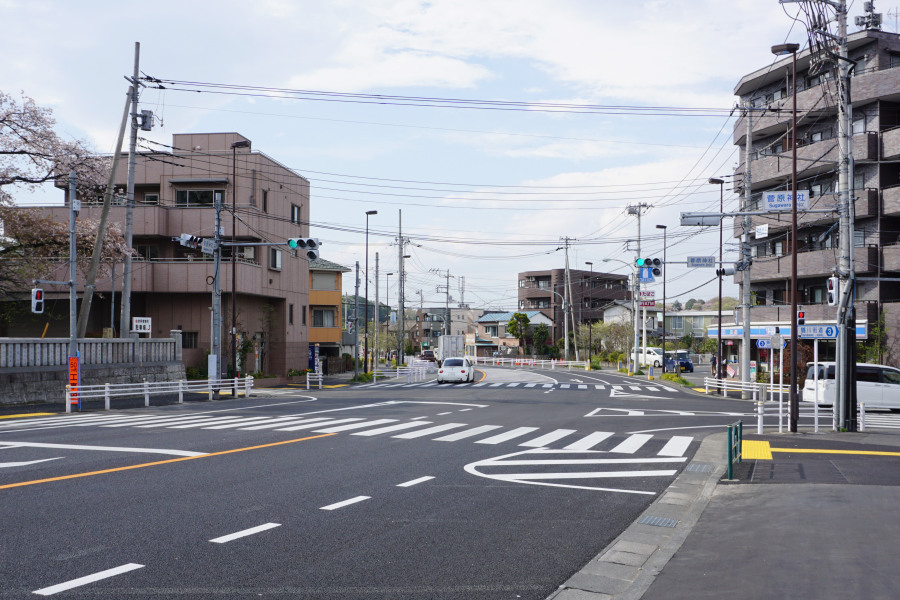
菅原神社交差点（町田市）。右から手前へ続く。左奥から来る都道18号の合流点である。

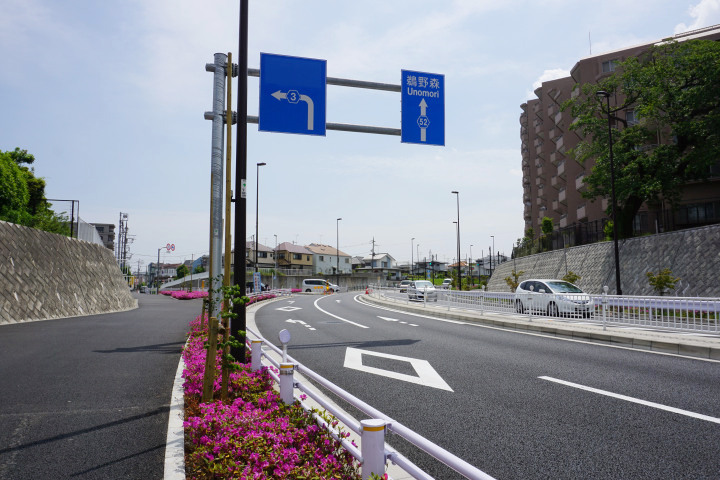
町田市、手前から左奥へ続く。右奥から来る都道52号の終点である。

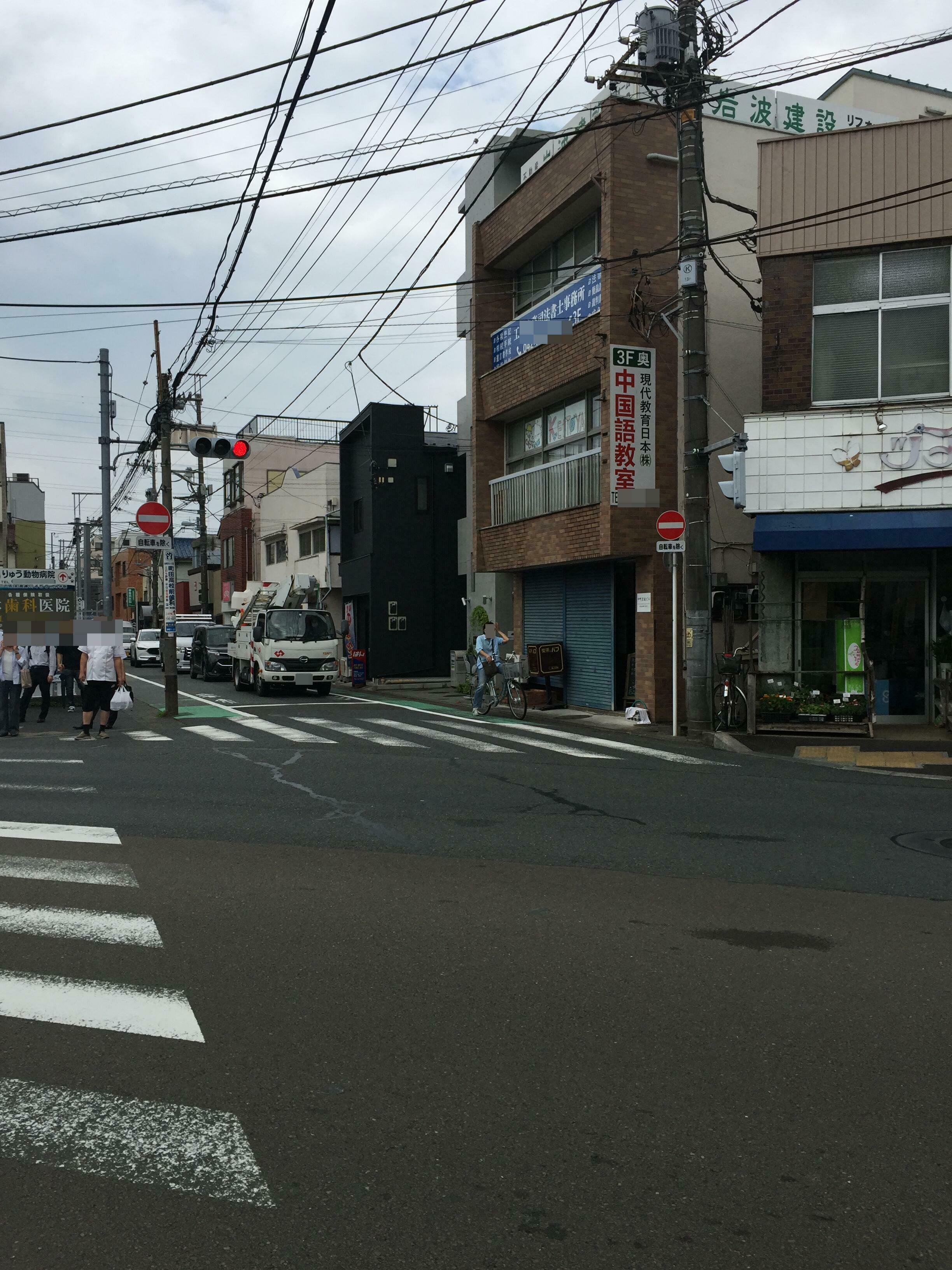
終点・中町交番前交差点。狭隘道路のため、鶴川方面からの一方通行となっている。

東京都道・神奈川県道3号世田谷町田線（とうきょうとどう・かながわけんどう3ごう せたがやまちだせん）は、東京都世田谷区から同町田市に至る主要地方道である。通称は「世田谷通り」（せたがやどおり）、「津久井道」（つくいみち）、「鶴川街道」（つるかわかいどう）など。
世田谷区内と狛江市内には支線が存在する。

## 概要
- 起点：東京都世田谷区三軒茶屋二丁目（三軒茶屋交差点/北緯35度38分37秒 東経139度40分15秒 / 北緯35.64361度 東経139.67083度）
- 終点：東京都町田市中町一丁目（中町交番前交差点/北緯35度32分54秒 東経139度26分51秒 / 北緯35.54833度 東経139.44750度）
- 都県道認定要件：主要地と主要地を連絡する道路
- 路線延長
  - 東京都区間 18,424 m（実延長、2016年4月1日現在）[1]
  - 川崎市区間 8,816 m（実延長、2016年4月1日現在）[2]

## 歴史
かつて、神奈川県道・東京都道57号相模原大蔵町線（芝溝街道）の一部と、東京都道47号八王子町田線（町田街道）の一部を介し、国道413号・国道412号へと延びる道があった。制度的に作られた道ではなく、生活や商業の道として活用されたこの道は「津久井街道」（津久井道）と呼ばれ、甲州街道の裏街道として、また絹や川魚、川崎特産の禅寺丸柿や黒川炭などを江戸へ運搬するために利用されていた。　
1954年（昭和29年）1月20日に主要地方道に指定され、1955年（昭和30年）に東京都と神奈川県が路線認定。東京都市計画道路幹線街路補助線街路第51号線にあたる世田谷区の区間は、1964年東京オリンピックにあわせて整備された。
現在の東京都道・神奈川県道3号世田谷町田線は、1993年（平成5年）5月11日の「建設省告示第千二百七十号」（道路法第五十六条の規定に基づく主要な都道府県道及び市道）により、引き続き主要地方道として指定されている。

## 路線状況

### 支線
- 東京都世田谷区・上町交差点（本線交点） - 世田谷一丁目付近（東京都道427号瀬田貫井線合流） - 世田谷区・桜小前交差点（本線交点）
- 東京都狛江市・ 東和泉（本線交点） - 狛江市・猪駒通り交点

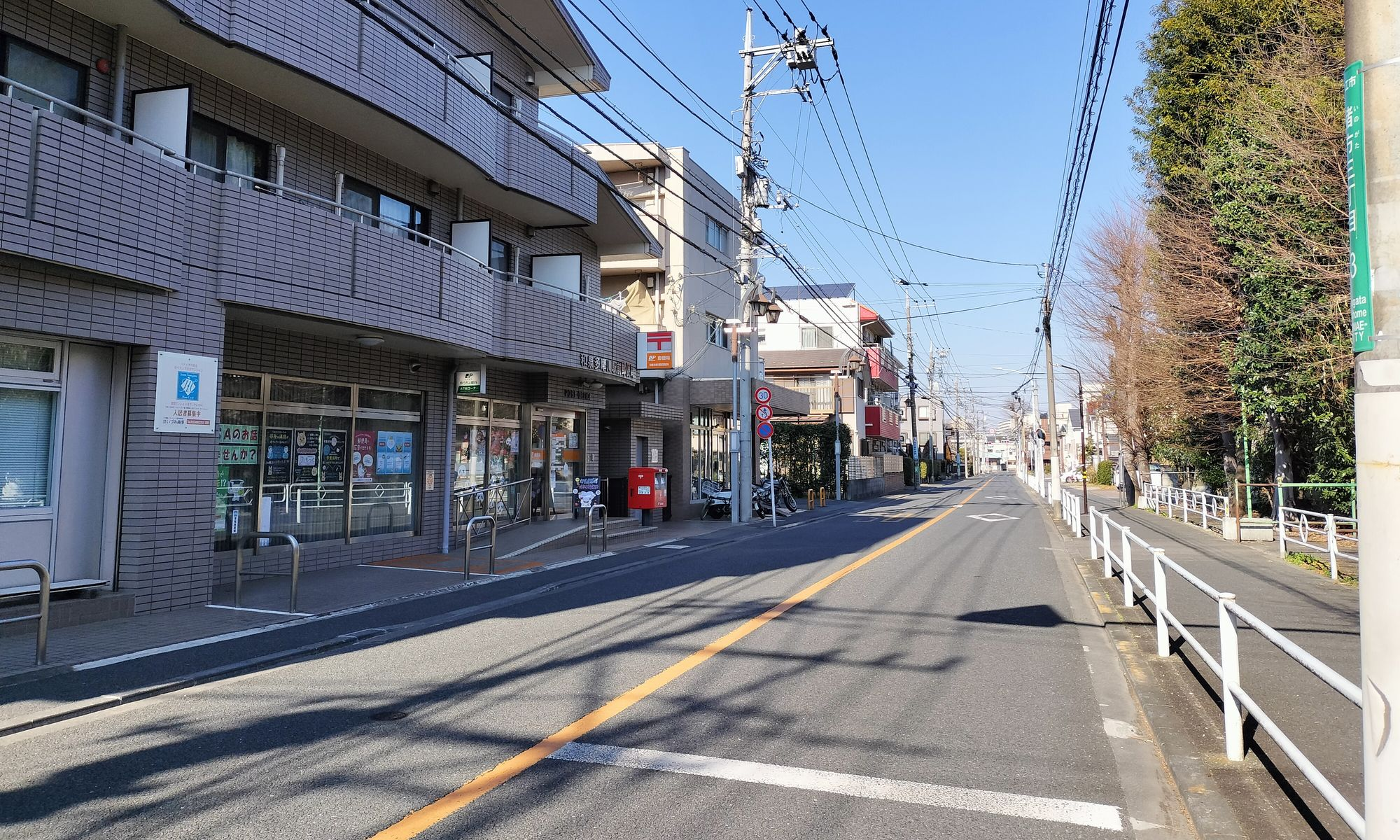
狛江市内の支線。左は和泉多摩川駅前郵便局。

### 通称
- 世田谷通り（東京都世田谷区・三軒茶屋交差点 - 神奈川県川崎市多摩区多摩水道橋交差点、町田市内）
- 津久井道（神奈川県川崎市多摩区・多摩水道橋交差点 - 神奈川県川崎市麻生区 / 東京都町田市・都県境）
- 鶴川街道（東京都町田市・鶴川駅東口交差点 - 町田市・中町交番前交差点）

### 重複区間
- 東京都道427号瀬田貫井線（東京都世田谷区世田谷一丁目付近 - 世田谷区世田谷二丁目付近）
- 東京都道11号大田調布線（東京都世田谷区喜多見 - 東京都狛江市・狛江三叉路交差点）
- 東京都道18号府中町田線（東京都町田市本町田・菅原神社交差点 - 町田市本町田）

### 都市計画路線名
- 東京都市計画道路幹線街路補助線街路第51号線（世田谷区喜多見）
- 調布3・4・3（狛江市東和泉）
- 町田3・4・18（町田市能ヶ谷）
- 町田3・4・33（町田市金井ヶ丘）
- 町田3・4・13（町田市金井ヶ丘）
- 町田3・4・35（町田市本町田）

### 道路施設
- 大蔵橋（仙川）
- 中之橋（野川）
- 多摩水道橋（多摩川）
- 登戸陸橋
- 新川橋（二ヶ領用水）
- 大作橋（五反田川）
- 古沢橋・柿生橋・大谷戸橋（麻生川）
- 矢崎橋（真光寺川）
- 下川戸橋（鶴見川）
- 鶴川街道カルバート（恩田川）

### 交通状況
道路交通センサスによる世田谷町田線の各地点での交通量はそれぞれ以下の通りである（いずれも2005年〈平成27年〉度時点）。
| 観測地点               | ピーク時間交通量 | ピーク率 | 混雑時平均旅行速度 | 混入率 | 混雑度 | 車道部  | 歩道部 | 車線数 | 大型車台数 | 小型車台数 | 二輪車類 | 自転車類 | 歩行者類 |
| ---------------------- | ---------------- | -------- | ------------------ | ------ | ------ | ------- | ------ | ------ | ---------- | ---------- | -------- | -------- | -------- |
| 世田谷区喜多見7-25-13  | 1,186台/h        | 9.6 %    | 10.4 km/h          | 10.5 % | 1.29   | 10.00 m | 2.50 m | 2      | 1,290台    | 11,038台   | 1,282台  | 1,132台  | 389人    |
| 狛江市東和泉4-9        | 2,020台/h        | 10.8 %   | 9.2 km/h           | 9.1 %  | 1.58   | 17.00 m | 2.40 m | 4      | 1,697台    | 17,049台   | 1,844台  | 2,394台  | 735人    |
| 町田市能ヶ谷3丁目10-24 | 1,031台/h        | 9.3 %    | 7.0 km/h           | 10.8 % | 1.28   | 7.25 m  | 1.50 m | 2      | 1,193台    | 9,866台    | 981台    | 598台    | 354人    |
| 町田市本町田3603-22    | 1,173台/h        | 10.0 %   | 16.9 km/h          | 8.8 %  | 1.26   | 10.00 m | 2.10 m | 2      | 1,036台    | 10,709台   | 795台    | 651台    | 461人    |

### 将来の対策など
- 緊急輸送道路として、東京都道3号側は、世田谷区の都道311号交点から多摩水道橋付近までと町田市の能ヶ谷から都道57号交点までのそれぞれの区間は第一次緊急輸送道路、起点から都道311号交点と町田市の都道57号交点から終点まで（都道18号重複区間を除く）のそれぞれの区間は第二緊急輸送道路に分類されている[5]。

## 地理

### 通過する自治体
- 東京都
  - 世田谷区 - 狛江市
- 神奈川県
  - 川崎市（多摩区 - 麻生区）
- 東京都
  - 町田市

### 交差する道路
| 交差する道路                                                 | 交差点名       | 所在地   | 所在地   | 所在地   |
| ------------------------------------------------------------ | -------------- | -------- | -------- | -------- |
| 世田谷通り区間                                               |                |          |          |          |
| 国道246号 渋谷・青山・三宅坂方面（玉川通り）                 |                |          |          |          |
| 国道246号 厚木・御殿場・沼津方面（玉川通り） 茶沢通り        | 三軒茶屋       | 東京都   | 世田谷区 | 世田谷区 |
| 東京都道318号環状七号線（環七通り）                          | 若林           | 東京都   | 世田谷区 | 世田谷区 |
| 支線                                                         | 上町           | 東京都   | 世田谷区 | 世田谷区 |
| 支線・東京都道427号瀬田貫井線                                | 桜小前         | 東京都   | 世田谷区 | 世田谷区 |
| 東京都道427号瀬田貫井線（教育センター通り）                  |                | 東京都   | 世田谷区 | 世田谷区 |
| 東京都道311号環状八号線（環八通り）                          | 三本杉陸橋     | 東京都   | 世田谷区 | 世田谷区 |
| 東京都道428号高円寺砧浄水場線（荒玉水道道路）                | 砧小学校       | 東京都   | 世田谷区 | 世田谷区 |
| 東京都道11号大田調布線（多摩堤通り）                         | 砧中学校       | 東京都   | 世田谷区 | 世田谷区 |
| 東京都道11号大田調布線（狛江通り）                           | 狛江三叉路     | 東京都   | 狛江市   | 狛江市   |
| 支線・東京都道11号大田調布線支線（水道道路）                 |                | 東京都   | 狛江市   | 狛江市   |
| 東京都道114号武蔵野狛江線（松原通り）                        | 狛江高校       | 東京都   | 狛江市   | 狛江市   |
| 川崎市道幸多摩線（多摩沿線道路）                             | 多摩水道橋     | 神奈川県 | 川崎市   | 多摩区   |
| 津久井道区間                                                 |                |          |          |          |
| 神奈川県道9号川崎府中線（府中街道）                          | 多摩警察署前   | 神奈川県 | 川崎市   | 多摩区   |
| 神奈川県道13号横浜生田線（浄水場通り）                       | 根岸陸橋       | 神奈川県 | 川崎市   | 多摩区   |
| 神奈川県道124号稲城読売ランド前停車場線                      | 高石歩道橋下   | 神奈川県 | 川崎市   | 麻生区   |
| 尻手黒川道路                                                 | 片平2丁目      | 神奈川県 | 川崎市   | 麻生区   |
| 神奈川県道137号上麻生連光寺線                                | 柿生           | 神奈川県 | 川崎市   | 麻生区   |
| 神奈川県道12号横浜上麻生線（麻生通り）                       | 上麻生         | 神奈川県 | 川崎市   | 麻生区   |
| 東京都道139号真光寺長津田線（鶴川街道）                      | 鶴川駅東口     | 東京都   | 町田市   | 町田市   |
| 鶴川街道区間                                                 |                |          |          |          |
| 東京都道57号相模原大蔵町線（芝溝街道）                       | 金井入口       | 東京都   | 町田市   | 町田市   |
| 東京都道18号府中町田線（鎌倉街道）                           | 菅原神社       | 東京都   | 町田市   | 町田市   |
| 東京都道18号府中町田線重複区間                               |                |          |          |          |
| 東京都道18号府中町田線・東京都道52号相模原町田線（鎌倉街道） | -              | 東京都   | 町田市   | 町田市   |
| 都市計画道路町田3・3・36号線（新町田街道、事業中）           | -              | 東京都   | 町田市   | 町田市   |
| 東京都道47号八王子町田線（町田街道）                         | 中町交番前     | 東京都   | 町田市   | 町田市   |
| 市道移管区間                                                 |                |          |          |          |
| 町田市道町田630号/町田市道町田900号線（原町田大通り）        | 原町田中央通り | 東京都   | 町田市   | 町田市   |
| 町田市道849号線（旧町田街道）                                | 原町田中央通り | 東京都   | 町田市   | 町田市   |
| 町田市道町田835号線（旧町田街道）                            |                |          |          |          |

### 他交通機関との接点
- 東急田園都市線：三軒茶屋駅（駅付近）
- 東急世田谷線：三軒茶屋駅 - 上町駅（駅付近）
- 小田急小田原線：喜多見駅 - 町田駅（駅付近）
- JR南武線：登戸駅 - 中野島駅
- JR武蔵野線：生田トンネル
- 小田急多摩線：新百合ヶ丘駅 - 五月台駅

### 周辺の施設
世田谷区
- 世田谷若林三郵便局（世田谷区若林三丁目）
- 世田谷区立桜小学校（世田谷区世田谷二丁目）
- 世田谷一郵便局（世田谷区世田谷一丁目）
- 東京農業大学（世田谷区桜丘一丁目）
- JRA馬事公苑（世田谷区上用賀二丁目）
- 世田谷桜丘三郵便局（世田谷区桜丘三丁目）
- 公立学校共済組合関東中央病院（世田谷区上用賀六丁目）
- NHK放送技術研究所（世田谷区砧一丁目）
- 国立成育医療研究センター（世田谷区大蔵二丁目）
- 日本大学商学部・日本大学図書館（世田谷区砧五丁目）
- 日蓮宗妙法寺

狛江市
- 三井住友銀行喜多見支店（狛江市岩戸北四丁目）
- 狛江市立狛江第三中学校（狛江市元和泉一丁目）
- 東京都立狛江高等学校（狛江市元和泉三丁目）

川崎市多摩区
- 多摩区役所（川崎市多摩区登戸）
- 登戸郵便局（川崎市多摩区登戸）
- 多摩警察署（川崎市多摩区枡形二丁目）
- 川崎市立東生田小学校（川崎市多摩区枡形四丁目）
- 生田駅前郵便局（川崎市多摩区生田七丁目）

川崎市麻生区
- 麻生警察署（川崎市麻生区古沢）

町田市
- 妙行寺（町田市能ヶ谷四丁目）
- 養運寺（町田市本町田）
- 東京都立町田高等学校（町田市中町四丁目）
- 町田税務署（町田市中町三丁目）

### 周辺の山
- 七国山（東京都町田市）